# Vis (ö)
Vis (uttal [ʋîːs]; klassisk grekiska: Ἴσσα; Latin: Issa, italienska: Lissa) är en ö i Dalmatien i Kroatien. Ön är ett populärt turistmål och besöks årligen av många turister från främst Tyskland, Österrike, Italien, Slovenien, Tjeckien med flera. Vis är belägen 45 kilometer från fastlandet och har ett strategiskt läge som Kroatiens utpost i Adriatiska havet. Vis var fram till år 1989 stängd för turister då den dåvarande jugoslaviska armén hade en militärbas på ön. Idag utgör turistnäringen en stor inkomstkälla för lokalbefolkningen. 
Ön Vis är omgärdad av flera mindre öar och holmar (Budihovac, Brusnik, Jabuka, Ravnik, Svetac, Biševo med flera). De två största städerna på Vis är staden med samma namn och Komiža. Vis är känt för sina stora vinodlingar och vingårdar samt de orörda och oexploaterade omgivningarna.   
Jadrolinija har en färjelinje dit med flera avgångar från Split varje dag. En resa tar cirka två timmar. Under sommaren finns även en färjeförbindelse med staden Ancona i Italien.
Stora delar av filmen Mamma Mia! Here We Go Again spelades in på Vis.

## Historia
Bosättningar från yngre stenåldern har konstaterats på ön. På 400-talet f.Kr. grundades kolonin Issa på ön av Dionysios den äldre, tyrann av Syrakusa. Issa blev senare en polis, en självständig stadsstat, med egen valuta och egna kolonier. Den mest kända av dessa kolonier var Aspálathos (den nutida staden Split). De greksika syrakusernas inflytande över ön upphörde efter de Illyriska krigen då ön blev romersk. Under första århundradet före Kristus kontrollerades ön av liburnerna.

## Orter
- Vis
- Komiža